# Бойова ідентифікаційна панель

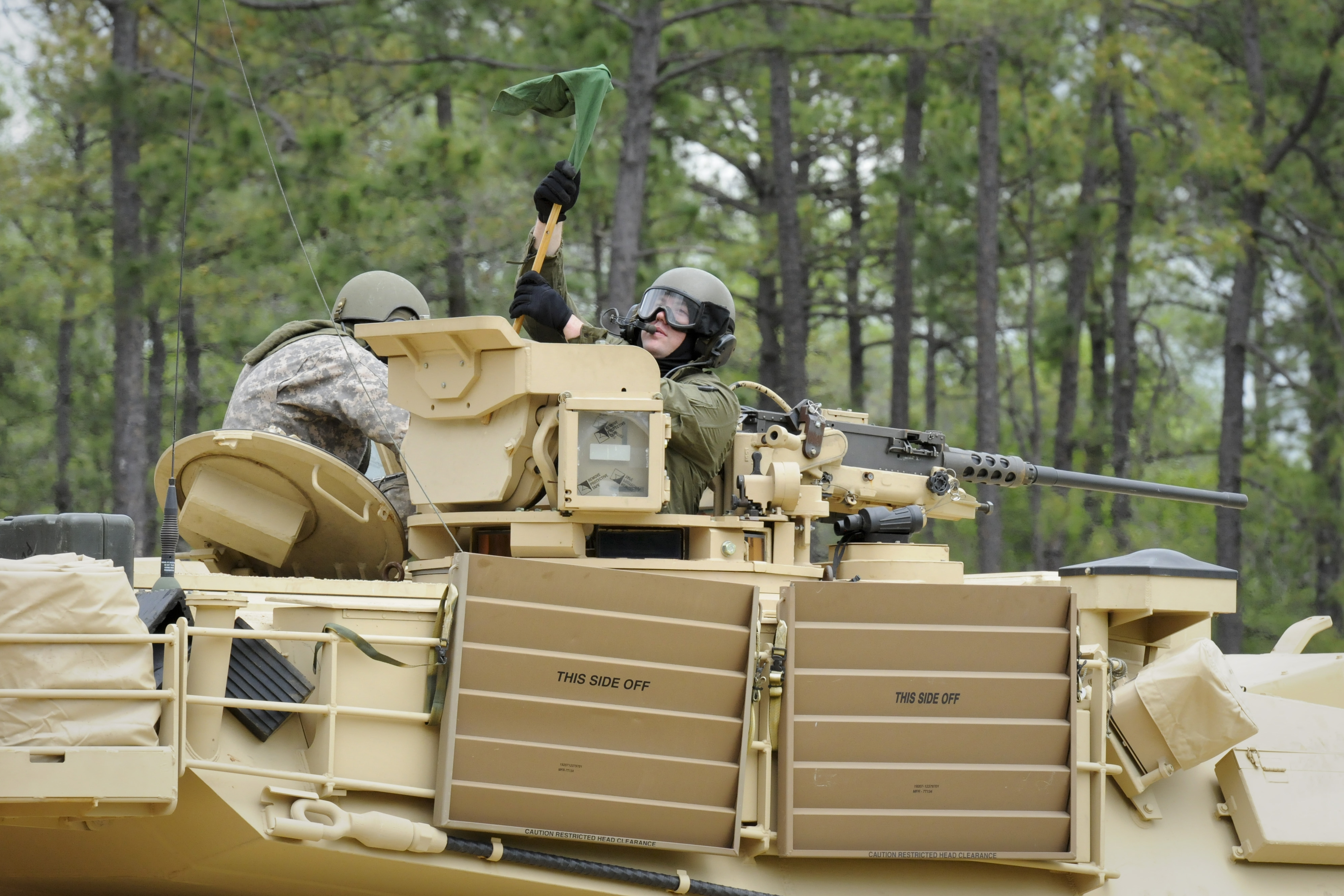
Дві CIP на боту башти американського M1A1 Abrams

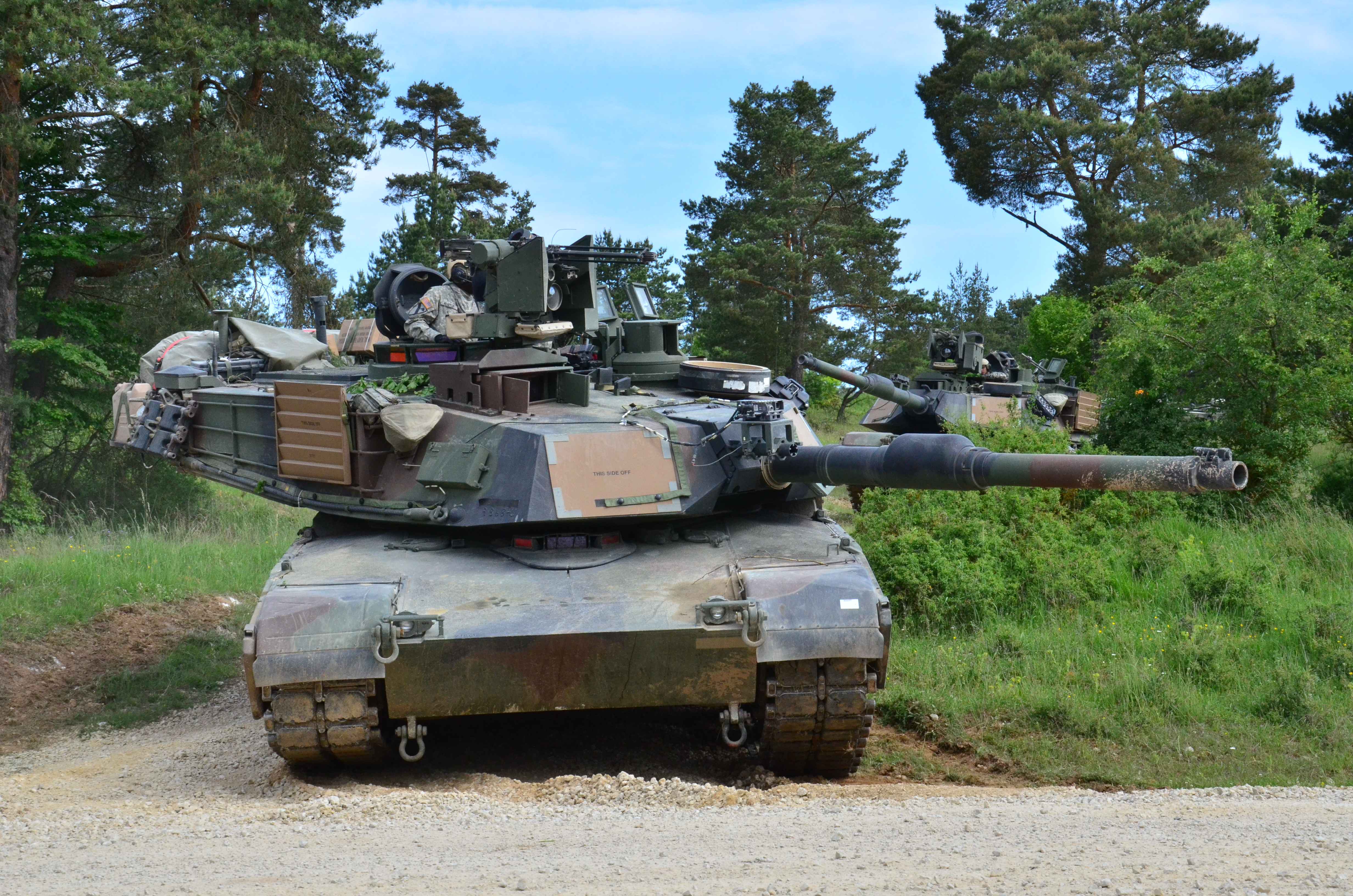
Панелі на M1A2 Abrams: ребриста на борту башти та пласка на лобовій броні, біля гармати.

Бойова ідентифікаційна панель (англ. Combat Identification Panel, CIP) — пасивний пристрій для бойової ідентифікації, що розташовується на військовій техніці для уникнення дружнього вогню. Ці панелі виготовляються з матеріалів, що погано відбивають світло інфрачервоного спектра, а тому мають впізнавану сигнатуру в тепловізорі — вони виглядають як контрастні темні або світлі плями, що й дозволяє ідентифікувати союзну техніку. За подібним принципом працюють також деякі клейкі стрічки, що дозволяють створювати тактичні позначки, видимі в тепловізійні прилади. 
Зазвичай вони виглядають як квадратні ребристі або пласкі панелі: наприклад, на лобовій броні башти M1 Abrams вони пласкі та часто мають певні тактичні позначки. Також використовуються ідентифікаційні термопанелі (англ. Thermal Identification Panel, TIP), котрі є гнучкими панелями, що працюють аналогічно, але переважно використовуються для ідентифікації з повітря. Зменшені такі пристрої можуть кріпитись і до спорядження піхоти.  

## Історія
Оригінальні CIP було розроблено за досвідом Війни в Перській затоці (1990—1991) для зменшення ймовірності дружнього вогню надалі. Станом на 1996 рік в США було виготовлено близько 6 тис. подібних панелей.
Першим масовим застосуванням цих пристроїв стала Війна в Іраку (2003—2011), під час якої майже вся наземна техніка Коаліції була оснащена панелями.
Разом з іншими засобами, як то інфрачервоні маячки абощо, в США складають Joint Combat Identification Marking System (JCIMS) (англ. «об'єднана система позначок для бойової ідентифікації»).

## Галерея

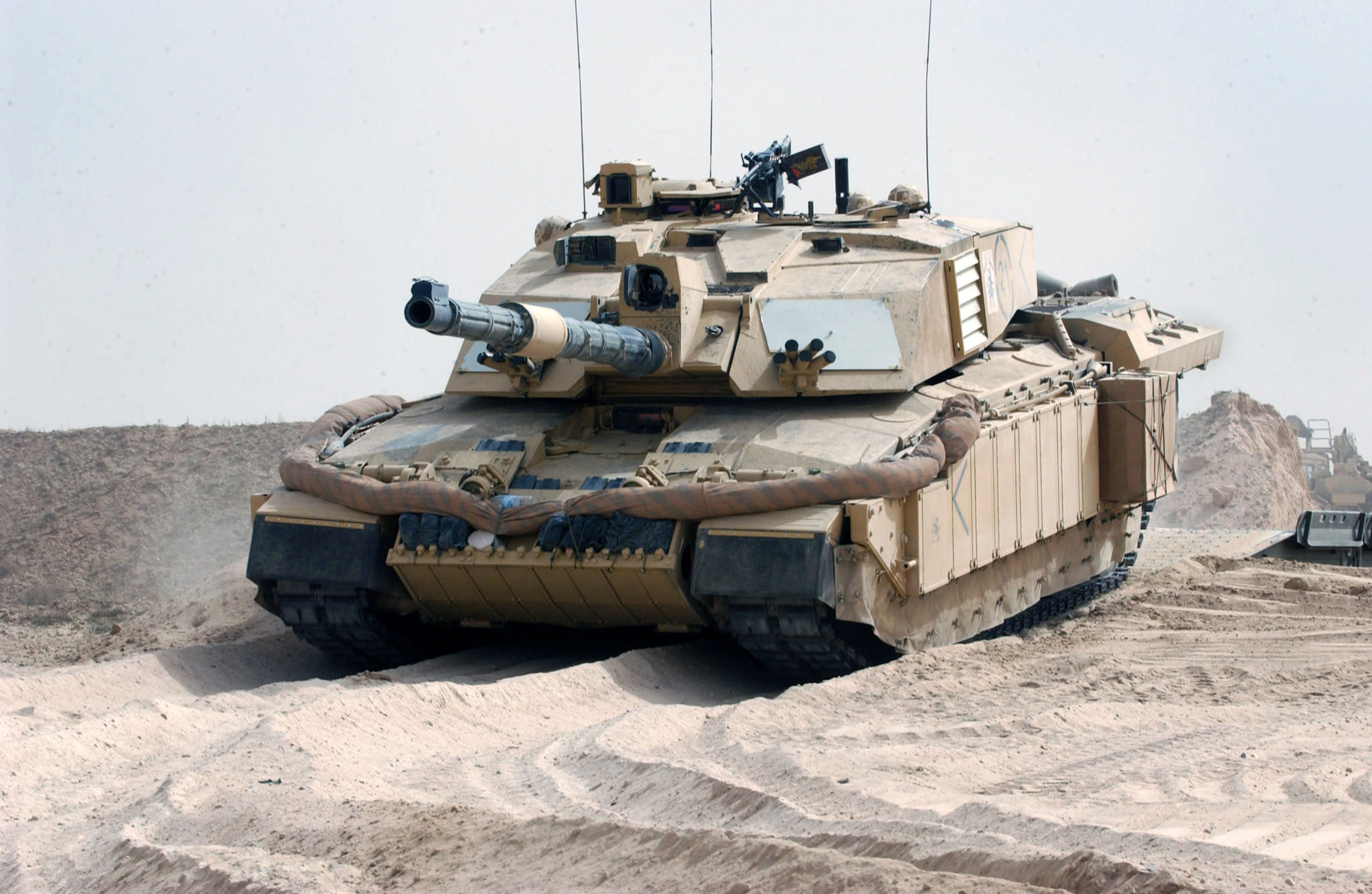
Challenger 2 в Іраку. На лобі та борту башти видно ідентифікаційні панелі.
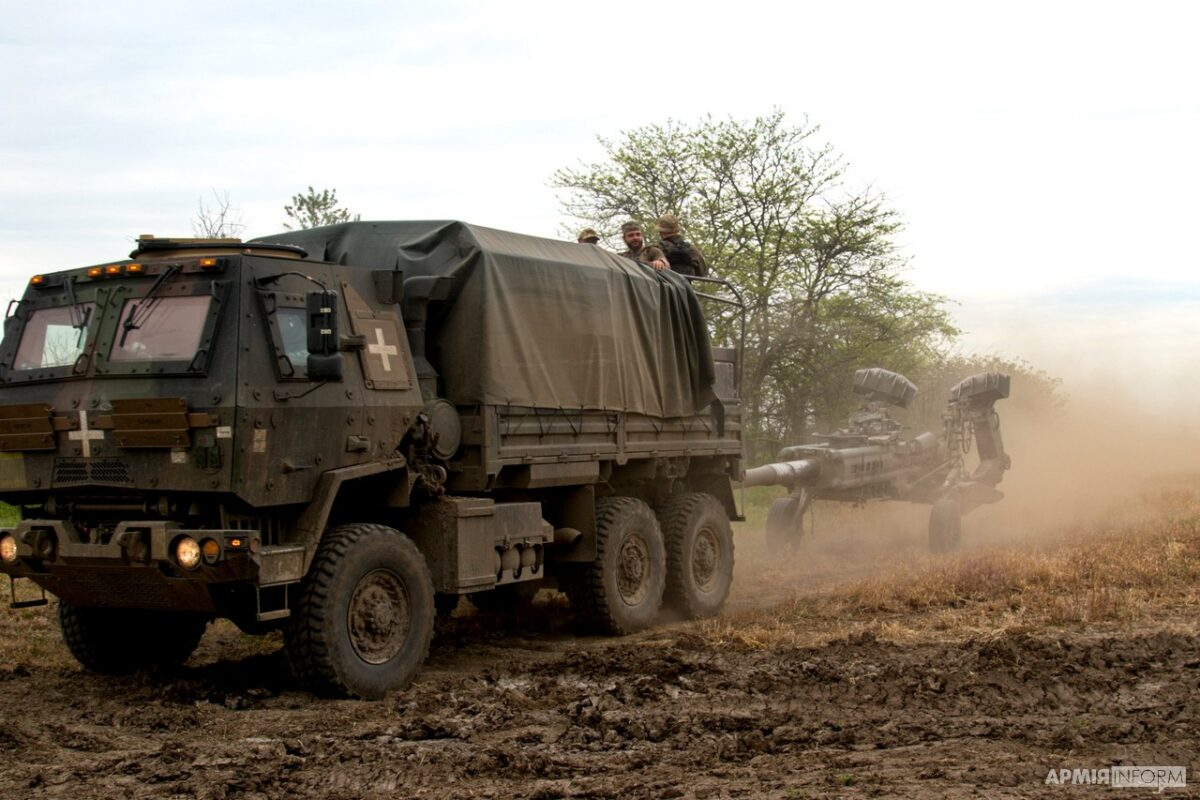
Вантажівка FMTV Сил оборони України з двома панелями на лобі кабіни